# Gentianella pevalekii
Gentianella pevalekii är en gentianaväxtart som beskrevs av Bjelcic och E Mayer. Gentianella pevalekii ingår i släktet gentianellor, och familjen gentianaväxter. Inga underarter finns listade i Catalogue of Life.